# 평화 10원칙
평화 10원칙(平和十原則)은 반둥회의에서 채택된 '국제평화와 촉진에 관한 공동선언문'에서 제시된 10개항의 원칙이다.

## 원칙
원칙 내용은 다음과 같다.
1. 기본적 인권과 국제연합헌장의 목적·원칙의 존중
2. 주권과 영토보전의 존중
3. 인종 및 대소 국가의 평등
4. 내정불간섭
5. 국제연합헌장에 입각한 개별적·집단적 자위권의 존중
6. 대국 중심의 집단적 군사동맹에의 참가지부
7. 상호불가침
8. 평화적 수단·방법에 의한 분쟁의 해결
9. 상호이익과 협력의 촉진
10. 정의와 국제의무의 존중

이것은 1950년대 말 이후부터 잇달아 독립한 아시아·아프리카 지역의 신흥국가들에 의해서 외교기조로 채택되었고 제3세계 비동맹·중립주의 운동의 지도원리로 굳어졌다.

## 같이 보기
- 평화 5원칙